# Fabrício Carvalho Pereira
Fabricio Carvalho Pereira, ou apenas Fabricio Carvalho (Rio de Janeiro, 30 de janeiro de 1978) é um ex-futebolista brasileiro, que atuava como volante. Atualmente, é treinador e comentarista da VascoTV.

## Carreira
Nascido na região carioca de Campo Grande, Fabrício Carvalho foi revelado nas categorias de base do Vasco da Gama, e defendeu o clube por cinco temporadas, mas sem grandes oportunidades. Atuando ao lado de seu xará, o meio-campista Fabrício Eduardo, se destacou nos juniores e foram promovidos, em 1997, aos profissionais. Porém, seu companheiro teve mais oportunidades, muito em razão do bom porte físico, que faltava para Carvalho e sobrava para Eduardo. Sua grande partida foi contra o Cruzeiro em 1999, quando deu o passe para Edmundo marcar o gol de número 6.000 da história do Gigante da Colina.
Deixou o clube de São Januário em 2001 e passou por diversas equipes do país, além de ter jogado em Israel (Hapoel Tel Aviv, Hapoel Be’er Sheva, Hapoel Kfar Saba e Maccabi Ahi Nazareth), Portugal (Leça) e Turquia (Sivasspor).
Encerrou a carreira pela primeira vez em 2014, quando jogava na Cabofriense.
Em 2016, aos 38 anos, deixa a aposentadoria e assina com o Sport Club Linharense para a disputa do Campeonato Capixaba ao lado do amigo Donizete Pantera, que havia retomado a carreira aos 47 anos. Após isso, aposentou-se definitivamente.
Em 2018, Fabrício começou a carreira de treinador pelo São Mateus-ES.
Atualmente, participa de eventos com ex-jogadores no time master vascaino e membro da VascoTV.

## Títulos
Vasco da Gama
- Troféu Bortolotti: 1997
- Campeonato Brasileiro: 1997
- Taça Guanabara: 1998
- Taça Rio: 1998 e 2001
- Campeonato Carioca: 1998
- Copa Libertadores da América: 1998

Ríver-PI
- Campeonato Piauiense: 1999

Bahia
- Taça Estado da Bahia: 2000

Itumbiara
- Campeonato Goiano: 2008